# Arquidiócesis de Trnava
La arquidiócesis de Trnava (en latín: Archidioecesis Tyrnavien(sis) y en eslovaco: Trnavská arcidiecéza) es una circunscripción eclesiástica latina de la Iglesia católica en Eslovaquia, sufragánea de la arquidiócesis de Bratislava. La arquidiócesis tiene al arzobispo Ján Orosch como su ordinario desde el 11 de julio de 2013. 

## Territorio y organización
La arquidiócesis tiene 4833 km² y extiende su jurisdicción sobre los fieles católicos de rito latino residentes en la región de Trnava, a excepción de los distritos de Skalica y Senica y la parte occidental del distrito de Dunajská Streda. Comprende también el distrito de Nové Mesto nad Váhom y parte del distrito de Trenčín en la región de Trenčín y los distritos de Šaľa y de Komárno en la región de Nitra.
La sede de la arquidiócesis se encuentra en la ciudad de Trnava, en donde se halla la Catedral de San Juan Bautista. En la arquidiócesis se encuentran dos basílicas menores: la basílica de San Nicolás, en Trnava, y la basílica de San Andrés, en Komárno.
En 2020 en la arquidiócesis existían 144 parroquias.

## Historia
La administración apostólica de Trnava fue erigida el 29 de mayo de 1922 e incluía los territorios de la arquidiócesis de Estrigonia que, después del final de la Primera Guerra Mundial, pasaron a formar parte de Checoslovaquia. Anteriormente, Trnava había sido durante mucho tiempo la residencia de los arzobispos de Estrigonia, obligados a abandonar su sede debido a la ocupación otomana del Reino de Hungría.
El 30 de diciembre de 1977, con la bula Qui divino consilio del papa Pablo VI, la administración apostólica fue elevada a arquidiócesis metropolitana, la primera en Eslovaquia. El mismo día, como resultado de la bula Praescriptionum sacrosancti, se integraron en su territorio algunas parroquias pertenecientes a la diócesis de Győr y a la abadía territorial de Pannonhalma.
El 13 de octubre de 1980, con la carta apostólica Cultus S. Ioannis, el papa Juan Pablo II confirmó a Juan el Bautista como patrono principal de la arquidiócesis.
El 31 de marzo de 1995, con la reorganización de las circunscripciones católicas eslovacas, la arquidiócesis perdió las diócesis sufragáneas de Spiš, Rožňava y Košice, siendo esta última elevada a arquidiócesis, y al mismo tiempo asumió el nombre de arquidiócesis de Bratislava-Trnava.
El 14 de febrero de 2008, en virtud de la bula Slovachiae sacrorum del papa Benedicto XVI, la arquidiócesis cedió partes de su territorio a las diócesis de Banská Bystrica y Nitra y la erección de la arquidiócesis de Bratislava. Con la misma bula, Trnava se convirtió en arquidiócesis sufragánea de Bratislava; sin embargo, el arzobispo Ján Sokol retuvo el privilegio de llevar el palio a título personal.

## Estadísticas
De acuerdo al Anuario Pontificio 2021 la arquidiócesis tenía a fines de 2020 un total de 451 636 fieles bautizados.
| Año                                                                             | Población            | Población | Población      | Sacerdotes | Sacerdotes    | Sacerdotes    | Bautizados por sacerdote | Diáconos permanentes | Religiosos | Religiosos | Parroquias |
| Año                                                                             | Bautizados católicos | Total     | % de católicos | Total      | Clero secular | Clero regular | Bautizados por sacerdote | Diáconos permanentes | Varones    | Mujeres    | Parroquias |
| ------------------------------------------------------------------------------- | -------------------- | --------- | -------------- | ---------- | ------------- | ------------- | ------------------------ | -------------------- | ---------- | ---------- | ---------- |
| 1949                                                                            | 1 110 000            | 1 372 000 | 80.9           | 743        | 563           | 180           | 1493                     |                      | 308        | 1389       | 422        |
| 1969                                                                            | 1 545 000            | 1 800 000 | 85.8           | 593        | 403           | 190           | 2605                     |                      | 275        | 1186       | 435        |
| 1980                                                                            | 1 406 810            | 1 763 209 | 79.8           | 530        | 430           | 100           | 2654                     |                      | 128        | 710        | 449        |
| 1990                                                                            | 1 300 911            | 1 987 400 | 65.5           | 429        | 379           | 50            | 3032                     |                      | 60         | 547        | 435        |
| 1999                                                                            | 1 188 911            | 1 916 163 | 62.0           | 664        | 421           | 243           | 1790                     | 1                    | 445        | 1073       | 446        |
| 2000                                                                            | 1 187 235            | 1 914 487 | 62.0           | 661        | 424           | 237           | 1796                     | 2                    | 397        | 1063       | 445        |
| 2001                                                                            | 1 185 453            | 1 912 705 | 62.0           | 763        | 425           | 338           | 1553                     | 6                    | 524        | 1141       | 446        |
| 2002                                                                            | 1 344 013            | 2 087 059 | 64.4           | 712        | 428           | 284           | 1888                     | 7                    | 493        | 1120       | 448        |
| 2003                                                                            | 1 350 326            | 1 905 148 | 70.9           | 707        | 443           | 264           | 1909                     | 5                    | 464        | 1123       | 447        |
| 2004                                                                            | 1 348 152            | 1 932 516 | 69.8           | 726        | 440           | 286           | 1856                     | 7                    | 471        | 1371       | 447        |
| 2006                                                                            | 1 349 757            | 1 927 878 | 70.0           | 763        | 485           | 278           | 1769                     | 5                    | 466        | 968        | 449        |
| 2010                                                                            | 460 127              | 634 773   | 72.5           | 246        | 190           | 56            | 1870                     |                      | 71         | 357        | 149        |
| 2014                                                                            | 462 046              | 632 192   | 73.1           | 232        | 175           | 57            | 1991                     |                      | 66         | 255        | 142        |
| 2017                                                                            | 462 046              | 632 192   | 73.1           | 235        | 183           | 52            | 1966                     | 2                    | 60         | 224        | 144        |
| 2020                                                                            | 451 636              | 661 400   | 68.3           | 234        | 185           | 49            | 1930                     | 3                    | 59         | 193        | 144        |
| Fuente: Catholic-Hierarchy, que a su vez toma los datos del Anuario Pontificio. |                      |           |                |            |               |               |                          |                      |            |            |            |

## Episcopologio
- Pavol Jantausch † (29 de mayo de 1922-29 de junio de 1947 falleció)
- Ambróz Lazík † (8 de julio de 1947-20 de abril de 1969 falleció) 
  - Sede vacante (1969-1973)
- Július Gábriš † (19 de febrero de 1973-13 de noviembre de 1987 falleció[7])
- Ján Sokol (26 de julio de 1989-18 de abril de 2009 retirado)
- Róbert Bezák, C.SS.R. (18 de abril de 2009-2 de julio de 2012 removido)
- Ján Orosch, desde el 11 de julio de 2013[8]